# Leptobatopsis orientalis
Leptobatopsis orientalis là một loài tò vò trong họ Ichneumonidae.